# 似金翅鳥龍屬
似金翅鳥龍（意為「迦樓羅的模仿者」）是一屬基礎似鳥龍下目恐龍，生存於白堊紀晚期的亞洲。對於本屬的了解來自1981年由蘇聯-蒙古考察團在巴彦思楞組發現的單一標本，並於同年由瑞欽·巴思缽正式敘述；唯一的物種是模式種短腳似金翅鳥龍（Garudimimus brevipes）。在後續檢驗似金翅鳥龍標本後，提出了多種關於解剖特徵的詮釋，但大部分都在2005年的全面性重新描述中得到質疑。在似金翅鳥龍的模式化石點存在著大量未敘述的似鳥龍類遺骸，可能代表著本屬額外的標本。
似金翅鳥龍的唯一已知標本是個體型中等的動物，測量身長3.5公尺、體重約98公斤。牠是種混合了基礎與進階型特徵的似鳥龍類；不像原始似鳥龍類，上下頜都無齒，這是一項經常在較進階似鳥龍科觀察到的特徵。似金翅鳥龍擁有相對短而厚實的後肢、結實的腳部、以及縮短的髂骨。腳有四趾，第一趾大幅縮小；而似鳥龍科只有三趾，第一趾完全消失。無齒的頭骨具有非常直的頜部，吻部尖端比其他屬更為圓潤。過去認為，這種原始似鳥龍類在頭骨頂部、眼窩前方具有一個淚骨「角」，然而針對唯一標本的重新描述發現這項構造只是左前額骨的扭曲而已。另一個早期描述將蹠骨重建成併蹠骨形態。
於1981年被首次描述時，似金翅鳥龍被鑑定為一種原始似鳥龍類，並建立屬於自己的科。但2014年對恐手龍新標本的敘述，發現後者與前者互成姊妹群，一同組成恐手龍科——這是一群不具有輕盈奔跑適應的似鳥龍類。但這樣的分類也被認為不太可能。似金翅鳥龍的骨盆與後肢顯示腿部肌肉不像其他跑得快的似鳥龍科發育良好，代表奔跑能力很差。如同其他似鳥龍類物種，似金翅鳥龍是種咬合力減低、由角質嘴喙代替的雜食性或植食性動物。

## 發現歷史

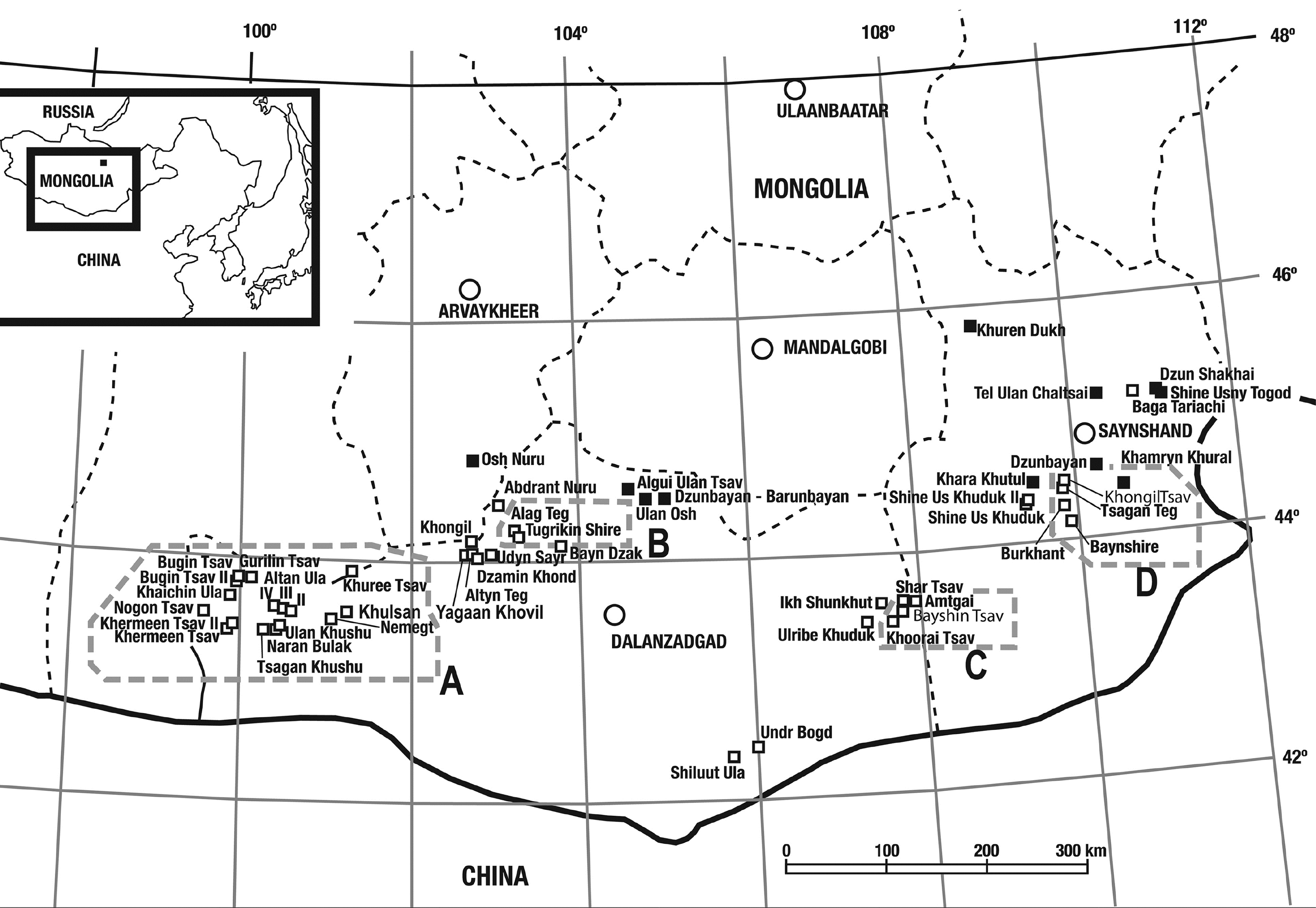
蒙古的白堊紀時期恐龍化石點；似金翅鳥龍的化石採集於C地區的拜師察符地點（巴彦思楞組）

1981年，在蘇聯-蒙古考察團來到戈壁沙漠期間，團隊在拜師察符（Bayshi Tsav）化石點（屬於白堊紀晚期的巴彦思楞組）發現了一個較小型的獸腳類骨骼。遺骸被編號為MPC-D 100/13（原本是GIN 100/13），是個相對完整、關節連接的骨骼。同年這件標本由蒙古古生物學家瑞欽·巴思缽正式而簡短地敘述成新命名模式種短腳似金翅鳥龍（Garudimimus brevipes）的正模標本。屬名取自蒙古佛教神話中的翅膀生物迦樓羅（Garuda），加上拉丁語的mimus（模仿者）組成；種名源自拉丁語的brevis（短）和pes（腳），意指牠的蹠骨很短。巴思缽將似金翅鳥龍鑑定為一種似鳥龍類，但比似鳥龍科還要原始，而建立了牠自己的科：似金翅鳥龍科。
巴思缽分別於1983年、以及後來的1990年與哈茲卡·奧斯穆斯卡一起，敘述了正模標本的額外部分。一個由菲力·柯里和戴爾·羅素進行的早期敘述將MPC-D 100/13的蹠骨歸入偷蛋龍的未命名種，並重建成併蹠骨形態。湯馬斯·霍茨依照這項詮釋並認為蹠骨可能曾是併蹠骨型，只是保存時關節脫落了。柯里和大衛·艾伯斯為了支持併蹠骨型而表示，根據假設的蹠骨型，第一趾痕跡器官與二三四蹠骨的比例，部分古似鳥龍材料實際上屬於似金翅鳥龍。他們指出蹠骨被壓碎，第三蹠骨從蹠伸肌面被向後推。1994年，霍茨提出似金翅鳥龍與纤手龙蹠骨間的一些相似性。同年，培瑞茲-摩瑞諾和同事敘述原始似鳥龍類似鴯鶓龍並鑑定出正模標本頭冠的存在。他們認為似金翅鳥龍也有一個相似的特徵，即鼻骨角。

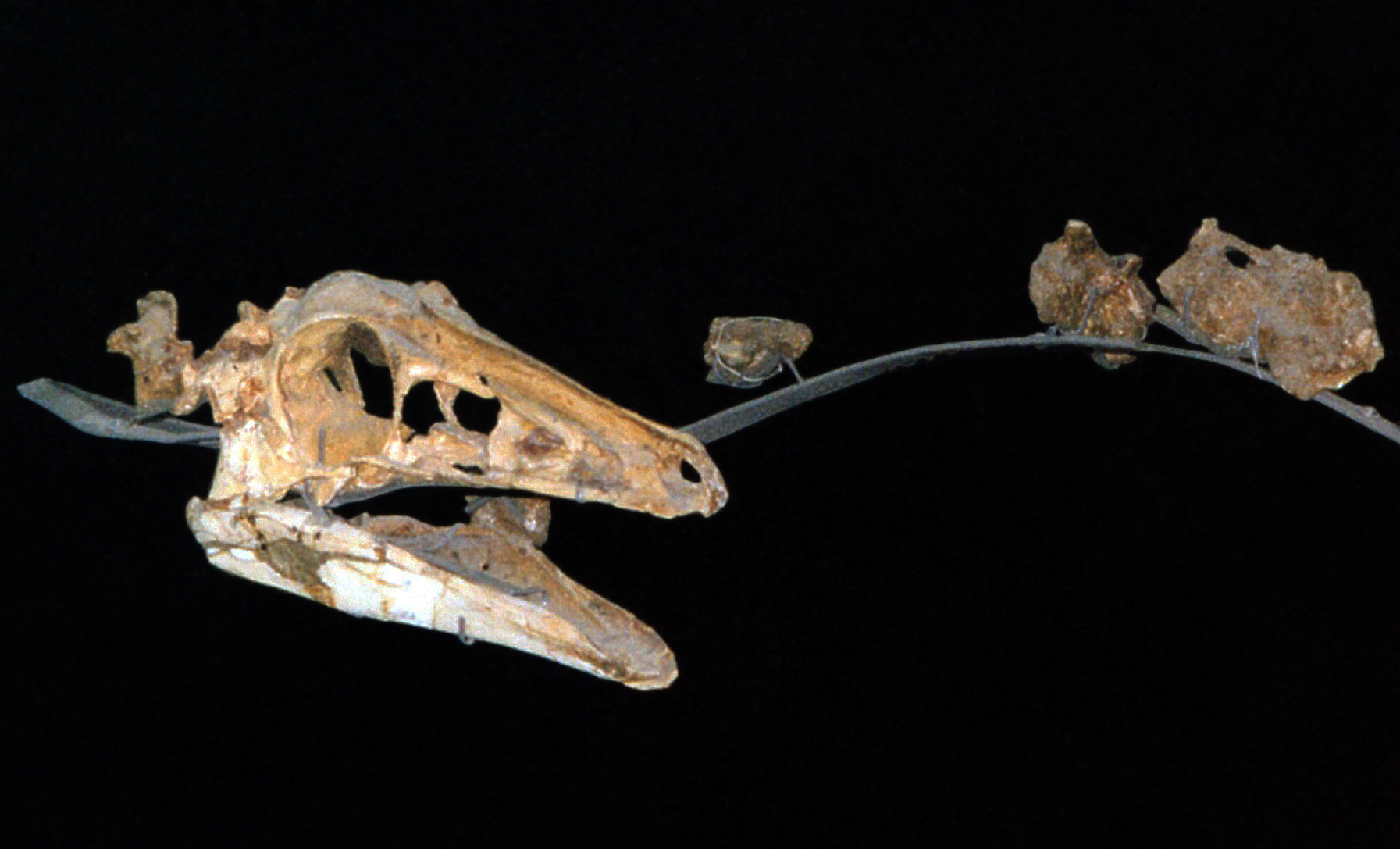
正模標本骨架的頭骨

2005年的全面性重新檢視中，小林快次和巴思缽觀察到正模標本來自一個亞成年個體，包含完整的頭骨、8節頸椎（包含寰椎和樞椎）、9節胸椎、6節薦椎、4節尾椎、一些肋骨、成對髂骨、恥骨、股骨、脛骨、腓骨、以及幾乎完整的左腳。這份重新檢視反駁了許多先前的描述，表示假設的眼眶角實際上是左前額骨關節脫落，並證實蹠骨並未受到埋藏學變形且非併蹠骨型。此外小林以前指出，除了實際上缺乏併蹠骨型，蹠骨比例也與古似鳥龍不同。雖然似金翅鳥龍的瞭解僅來自MPC-D 100/13，潛在的額外標本可能存在於拜師察符由至少五個個體組成的骨床，還有來自巴彥思楞組其他化石點的許多個未敘述似鳥龍類。

## 敘述

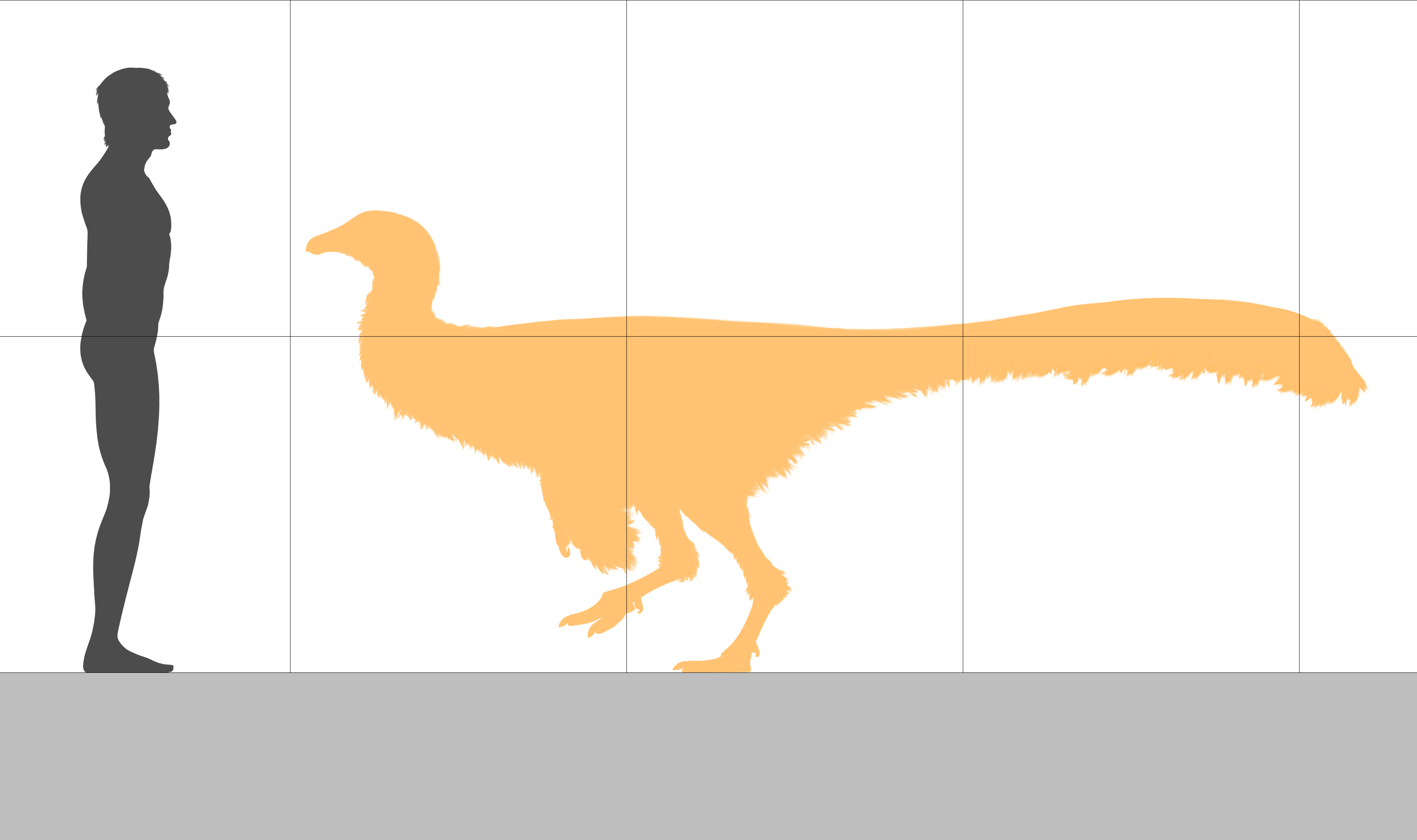
正模標本的體型比例圖

正模標本是個亞成年個體，其身長估計介於3.5公尺左右，體重約98公斤。亞成體的狀態表示完全成體的體型可能會稍微再大一些。本屬的鑑定特徵包含：頜關節的位置比眶後條還後面、上枕骨頂突基部的開口、前段尾椎神經脊成對的側凹、以及腳掌第三趾骨第1、2節側面頂端有一個深的凹槽。根據似鳥龍多具標本所具備的羽毛來推測，似金翅鳥龍可能也發育著蓬鬆、平胸鳥類般的絨羽。

### 頭骨

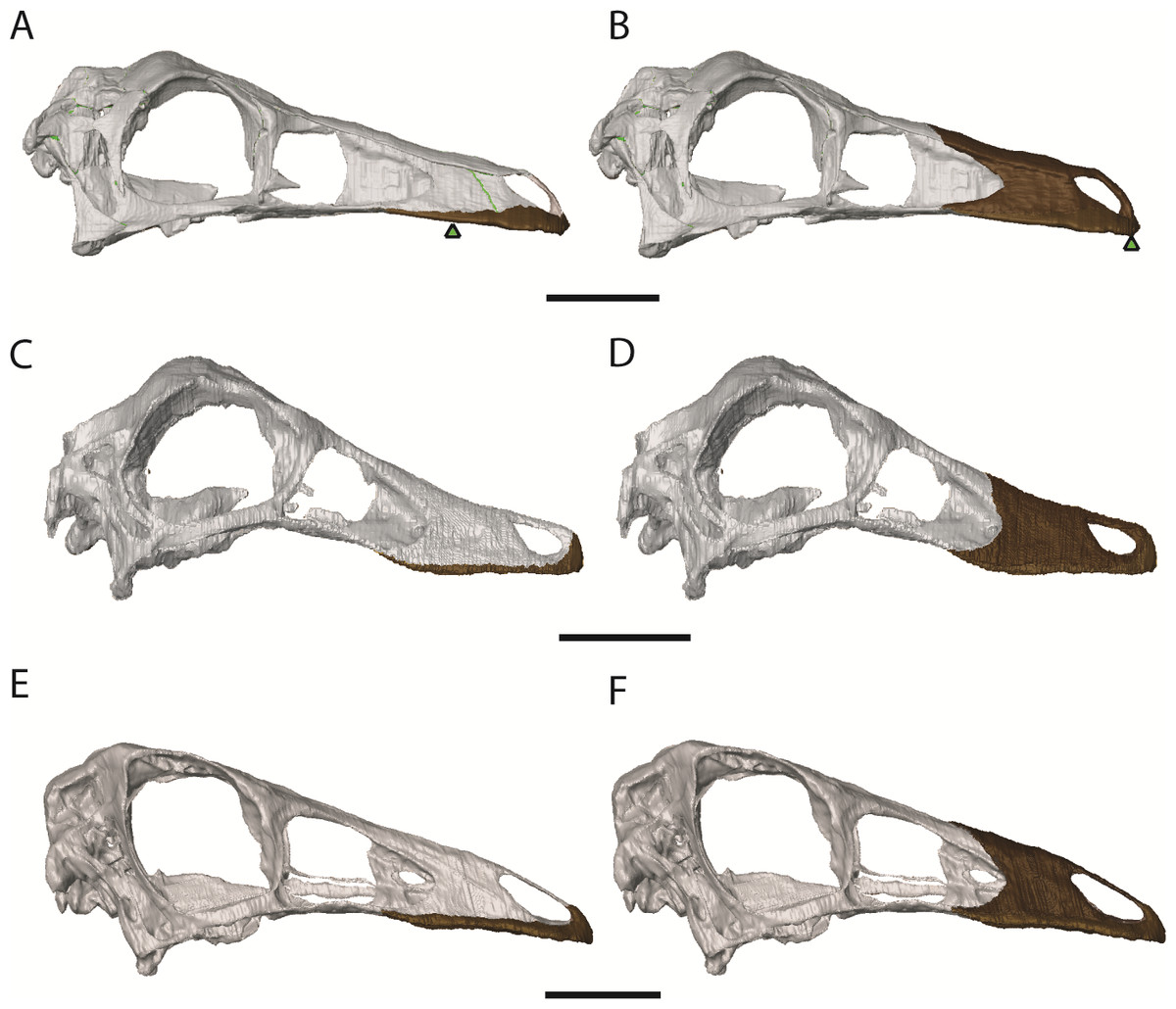
上頜與嘴喙（深色）的重建模型比較，似金翅鳥龍（上方）、較衍化的似鴕龍（中間）、似鳥龍（下方）

正模標本的頭骨保存良好，且帶有可識別的顱腔材料。雖然左側受損程度大於右側，前者保存了脆弱的鞏膜環。因為右側受損程度較低，敘述文獻主要以此面為焦點。背視角中，頭骨從兩側被擠壓，寬3.6公分；重塑之後，頭骨會明顯擴張，寬4.6公分。在原始被擠壓的頭骨中，因某些部位位移而導致下顳孔形狀不規則。下顳孔上曲發育程度弱。前上頜骨緣無齒，薄且發育成尖銳，下側面可觀察到許多孔洞。前上頜骨與外鼻孔大部分（除了後緣）相連。側視角時，前上頜骨底邊筆直，與上頜骨接觸面向後延伸至鼻孔後端。前上頜骨-上頜骨側縫線與上頜底邊成直角。上頜突（骨質延伸）的背側延伸止於眶前孔前緣後方。兩塊前上頜骨的齶有個銳利的孔和成對的孔。上頜骨主體側面如同其他似鳥龍類般粗糙。前上頜骨孔及上頜骨孔發育程度均弱。上頜骨關節的上部延伸與淚骨位於眶前孔中心。側視角中，上頜骨底邊也筆直，底面有許多孔洞，就像衍化的似鳥龍科的情況。前上頜骨與齒骨的無齒情況、以及其表面的許多小孔洞，代表生前存在著突出的嘴喙。鼻骨加長，構成外鼻孔後邊；鼻骨朝接觸額骨處變窄，且其後端位於前額骨及淚骨後端之間；頂面有些孔洞。

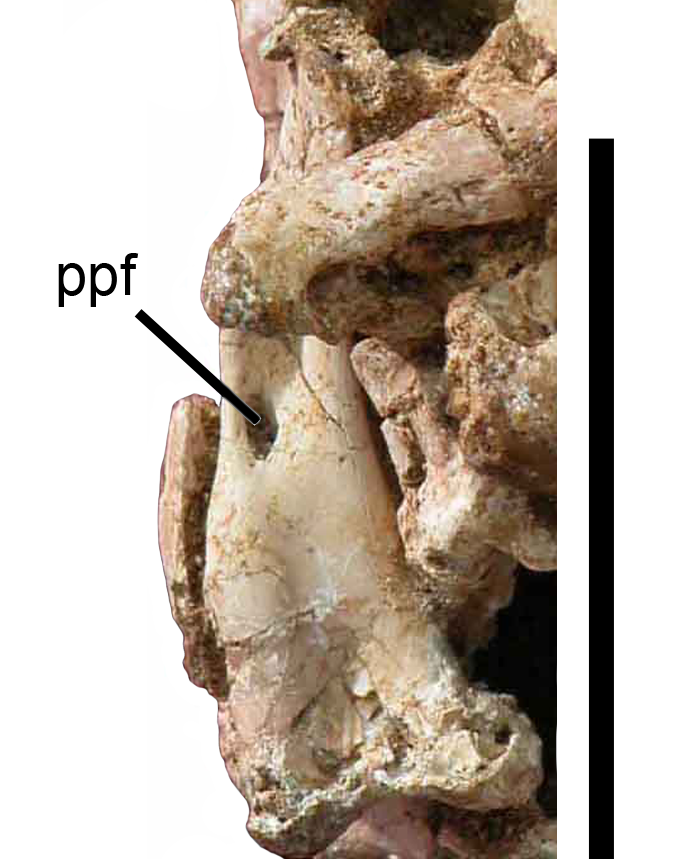
正模標本的左方骨，以後氣腔孔（posterior pneumatic foramen）為特徵

淚骨呈半T型，前端受損，延伸部分由鼻淚管隔開。位於側面並朝底部延伸後端的表面具有一個鼻淚管的後孔，這也在蒙古似雞龍觀察到。淚骨內面可觀察到一個大的三角形凹陷。淚骨後突狹窄並鑲入前額骨的凹陷。前額骨的前突將其主體下面與淚骨結合在一塊。前額骨開放的背側區域較淚骨的略為減小。前突被一分為二，內支比外支大得多。後視角中，前額骨眼眶緣朝底部加厚並缺乏孔洞。保存狀態的眼眶是個高5.95公分的大空腔；重塑將會變寬成6.1公分。雖然頭骨右側比較完整，左側保存了至少11個連結的鞏膜板構成鞏膜環。環的內半徑約2.86公分、外半徑約4.12公分。每塊板的寬度約0.8公分。顴骨前端完全未保存下來，淚骨和上頜骨的縫線未發育良好。顴骨延長至末端，側視角顴骨非常平坦並有相對短的後突。側面有淺凹與方軛骨前突相連，位於眼眶後緣之前。

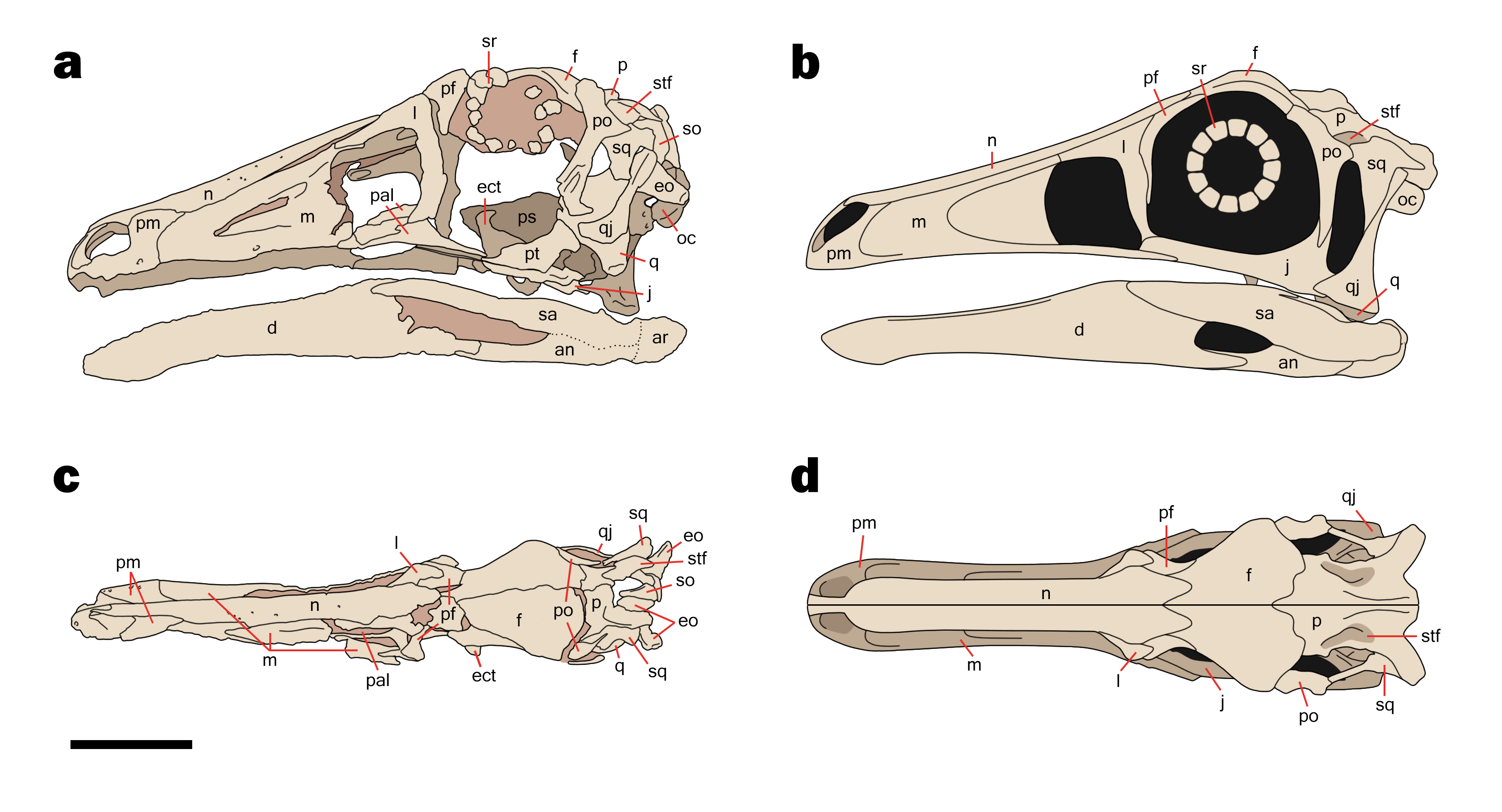
原始（左）和重建（右）的正模頭骨，側視圖（A－B）、上視圖（C－D）

方軛骨大並呈三角形，與大多數似鳥龍類的L行形成對比；背突端受損，但明顯長於前突端。後面方骨保存了一個位於中間高度的大凹陷，呈卵圓形，測量長1.2公分及寬0.4公分；凹陷底部存在一個大氣腔孔。接近凹陷底部，方骨後邊有一個副方骨孔道。兩個髁狀突（下頜髁）大小相等並正好由一個凹槽隔開。翼骨延伸側視呈三角形且大，在氣腔孔水平高度測量長至少2.9公分。上視角中，額骨三角形且前面平坦區向前傾斜。到後端額骨構成單個穹頂狀結構。在內側，頭蓋骨後部的頂骨平坦。頭蓋骨寬度長於長度。後突變硬並朝此向發育。
眶後骨側視厚度平均、發育銳利。額骨縫線始於眼眶後上方，而眶後骨－頂骨縫線延伸至上顳孔。低向底突狹窄。鱗狀骨底端受損，高前突在內側與眶後骨後突相連。側視鱗狀骨前部和下部延伸均加長。無齒的下頜非常完整並保存良好。齒骨是下頜中最長的部位，測量長18.3公分，後端增厚。因為似金翅鳥龍的牙齒彎向下，整個口腔邊界的頜骨不會閉合，這使得頜部的功能受限。嘴鞘的存在可能填滿間隙，構成咬合面。齒骨上邊發育良好、緣切、兩側圓潤。可在齒骨尖端側面觀察到許多小孔。骨聯合發育程度弱，代表齒骨內部咬合不牢固。兩側齒骨於寬和深的聯合處構成一塊圓鏟狀骨板。內面可觀察到梅克氏凹槽，但這被夾骨所覆蓋。齒骨有兩個後突，一個位於外下頜孔前緣。
夾骨在齒骨切緣處後端最深，前端則變窄。內視其後緣略凹並前傾。後端至前關節底部變薄。第二大塊的下頜骨是上隅骨。它的背側延伸略為變平，向前延伸較多，而向下頜孔後緣延伸較少。上隅骨背緣構成整塊骨頭的內突；邊緣有連接方骨下頜髁關節的稜脊狀結構。上隅骨缺乏任何後上隅孔的痕跡。僅參與構成耳後突側面的前半部分。耳後突（向後的骨質延伸）後端略指向上。和上隅骨相比之下，隅骨較小，與外下頜孔底部接壤。這些骨骼間的直縫線從外下頜孔後端延伸至下頜後部末端。隅骨前突加長，並於此方向接上齒骨。關節周圍大而厚實，前端位於外下頜孔前緣之後並朝後切。方骨下頜髁關節面冶由稜脊狀結構分開。稜脊頂部位於前部朝中心、位於側面朝末端。

### 顱後骨骼

骨骼輪廓重建並呈現出正模標本已知的部位

大部分頸椎表面都被侵蝕，並由兩側被壓扁。最完整的頸椎是樞椎。除了寰椎和樞椎外，還有保存另外六節頸椎，可被辨識為第三至第六頸椎，但最後兩塊所屬位置不明。寰椎部分內椎體與接近樞椎下部區域關節相連，且神經弓左半部也還在。樞椎椎體長度相當短，測量長約3公分、高1.8公分，可能是種似鳥龍類的原始特徵。其後部關節面凹陷，且高於寬度。椎體側面缺乏氣孔。神經棘高而圓潤，後邊有棘間韌帶痕跡，而樞椎神經弓椎體中部有一個氣孔。第三至五節頸椎關節連接，但只保存神經弓的右側，其中第四至六節的最完整。神經棘窄，位置接近末端。最後兩個頸椎關節相連，但確切位置不明，其加長的後關節突表示屬於後部頸椎。這兩節頸椎的前一節可能是第七節。保存了九個胸椎，並根據與似鳥龍的比較，可能屬於第四至十二節胸椎。其體積逐次增加，一些周圍的縫線尚未完全癒合，表示正模標本是個尚未完全成熟的個體。隨著體積增加，越後面的神經棘逐漸變得越高，但長度幾乎相同。側觀所有棘都略朝末端傾斜，除了第十二節前裂。越後部的胸椎體越大，兩側凹入，側面缺乏氣腔化。第四和第五個胸椎體底面可觀察到大的稜脊狀結構。椎體側面前後緣都有棘間韌帶痕跡。

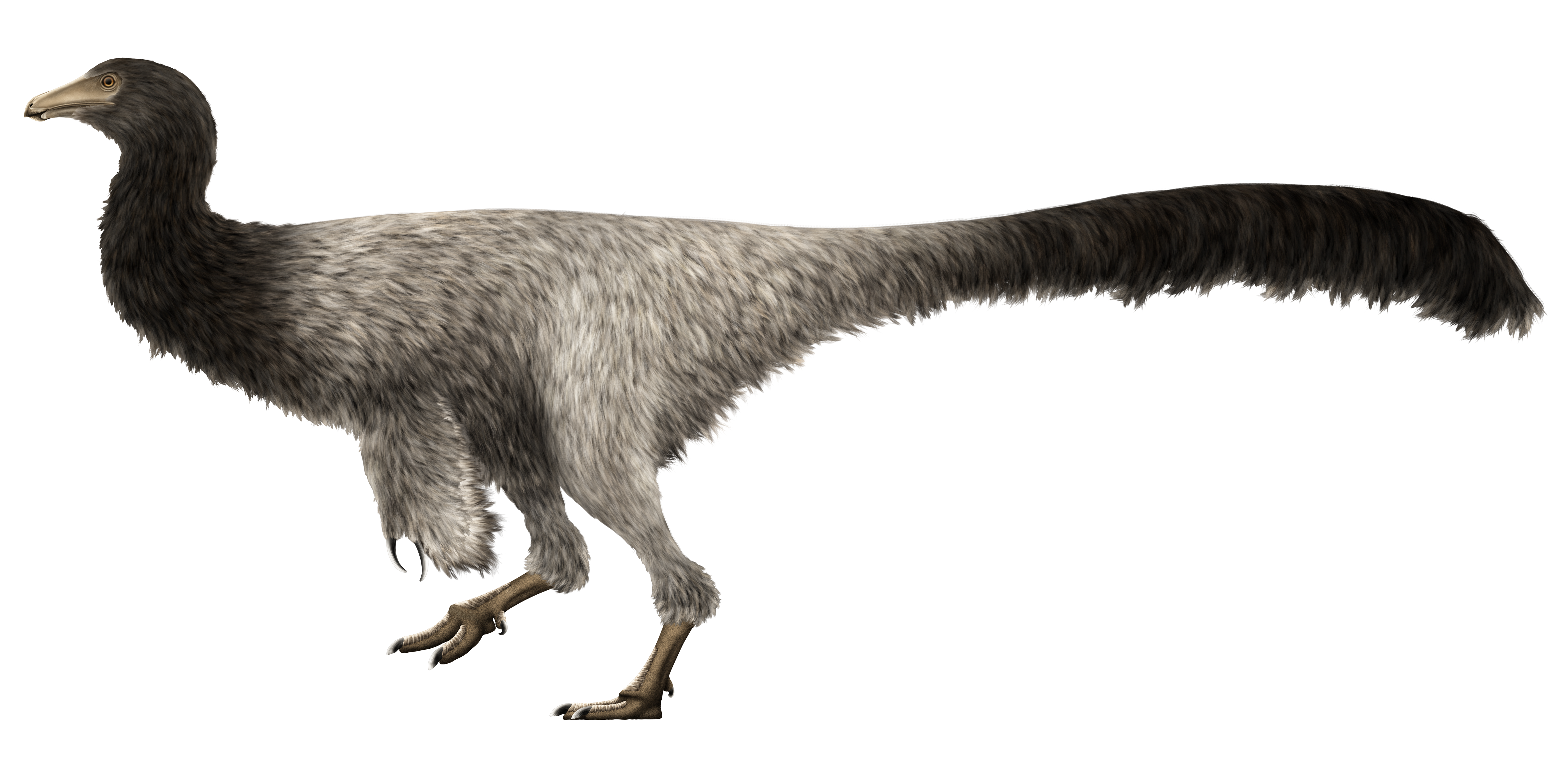
復原圖

薦骨由四個薦椎組成，其中第一和第六個有薦肋與髂骨內面接觸。薦骨總長31公分，幾乎與髂骨等長。大部分薦椎體長度大致相等，除了第四個。薦骨有些癒合的部位，如第一和第二個、第三和第四個，但有些區塊部分未癒合。第一和第五個薦骨的神經棘癒合，第六個的遺失。這樣不規則的骨化程度可能代表著亞成年個體。薦椎缺乏氣腔化，側觀可在第一和第六薦骨的前邊觀察到棘間韌帶。前四個尾椎有保存下來，椎體和神經弓之間的縫線全部開放。神經棘逐漸變短，並有直而水平的背邊，前後邊界有凹槽。椎體長度相等，並在底面的尾椎人字骨關節溝有一對突起。前段尾椎神經弓右側的假想大孔與位於前部神經弓右背和側面的深窩可能表示似金翅鳥龍的尾部氣腔化。
第三和第四頸椎人字骨分別只保存了後部與前部。正模標本有九個胸肋並具短結節和長肋骨小頭。十五個腹肋碎片保存下來但其確切位置不明，至少分為側面和內部。多數薦肋發育程度弱。骨盆帶保存良好，然而兩個坐骨都未保存。兩個髂骨都輕微擠壓，髂骨背緣彼此接近，前端呈鉤狀。側視坐骨結節（延伸於髖臼後方以接觸坐骨）楔形且寬，底視像大部分其他似鳥龍類一樣寬。短肌窩（尾股短肌附著處）大卻非常淺，此外髂骨不像似鳥龍科一樣寬闊。髖臼前片和恥骨柄之間的凹窩小於短肌窩。恥骨長39公分。側視恥骨和坐骨接觸的底邊上端有加長的鉤狀結構。軸幾乎筆直，恥辱靴（末端的大突起）後部延伸長於前部延伸。兩個恥骨癒合。

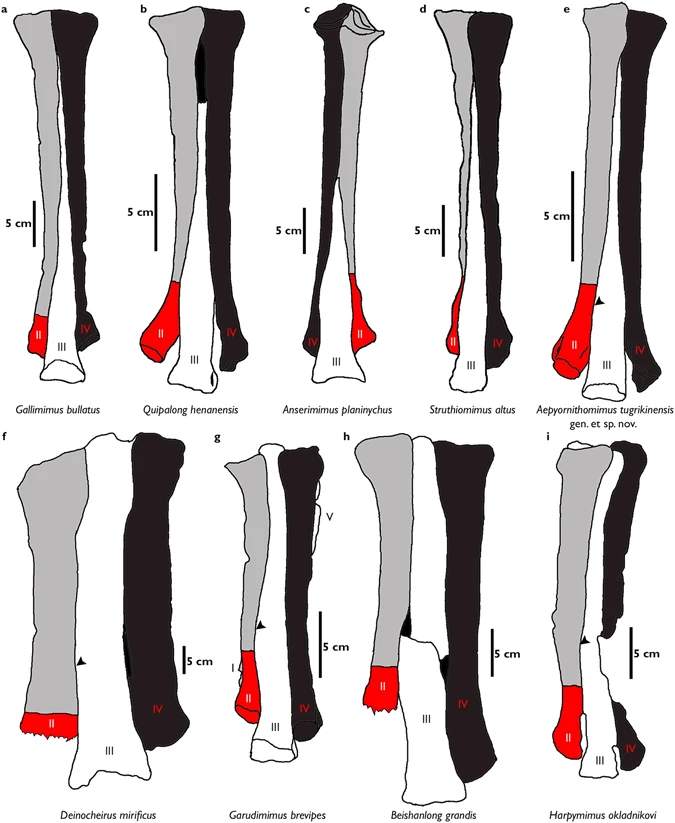
似鳥龍類的併蹠骨和非併蹠骨狀態，似金翅鳥龍為G

股骨長37.1公分，下視股骨頭總長超過其上端寬度的一半。小轉子前邊可觀察到一個額外的大轉子，兩者以溝槽分界。第四轉子位於股骨從上端長度的三分之一。側髁的脛關節突朝後發育。脛股長度比為1.1，其上端有發育相等的側髁和內後髁。腓骨（36公分）略短於脛骨（38.8公分）。這個骨頭比其他肢骨更平坦，軸非常細。距骨和跟骨都附著於左脛骨，但跟骨似乎輕微受損。保存的跗骨材料中包括第三和第四節。第三跗骨與第三蹠骨及部分第二蹠骨的上表面關節相連。第四跗骨覆蓋第四蹠骨的大部分上表面。
腳部中，似金翅鳥龍與其他似鳥龍科非常不同，具有五個蹠骨。第一蹠骨最小，形狀平坦且收縮。第一和第二蹠骨間的關節面位於後者後表面。第二和第四蹠骨長度差不多相同，而第三蹠骨最長（22.9公分）。第三蹠骨下端前視較寬，上端未收縮，因此代表非併蹠骨型。這項特徵與較大型的北山龍和恐手龍部分共享。第五蹠骨非常小而沒有功能，與第四蹠骨後表面連接。正模標本只保存了八個趾骨和兩個左爪骨。腳有四根原始的腳趾，以第一趾最小。多數趾骨形狀非常相似，前後端均擴張與圓潤的側髁和凹入的前關節面。從第二趾至第四趾逐漸變短。兩個保存的趾爪形狀皆彎曲，不同於似鳥龍科的筆直。第四趾的趾爪有個屈肌結節（肌腱附著處）。第二趾爪與前者一樣具有屈肌結節但形狀更不規則。

## 分類

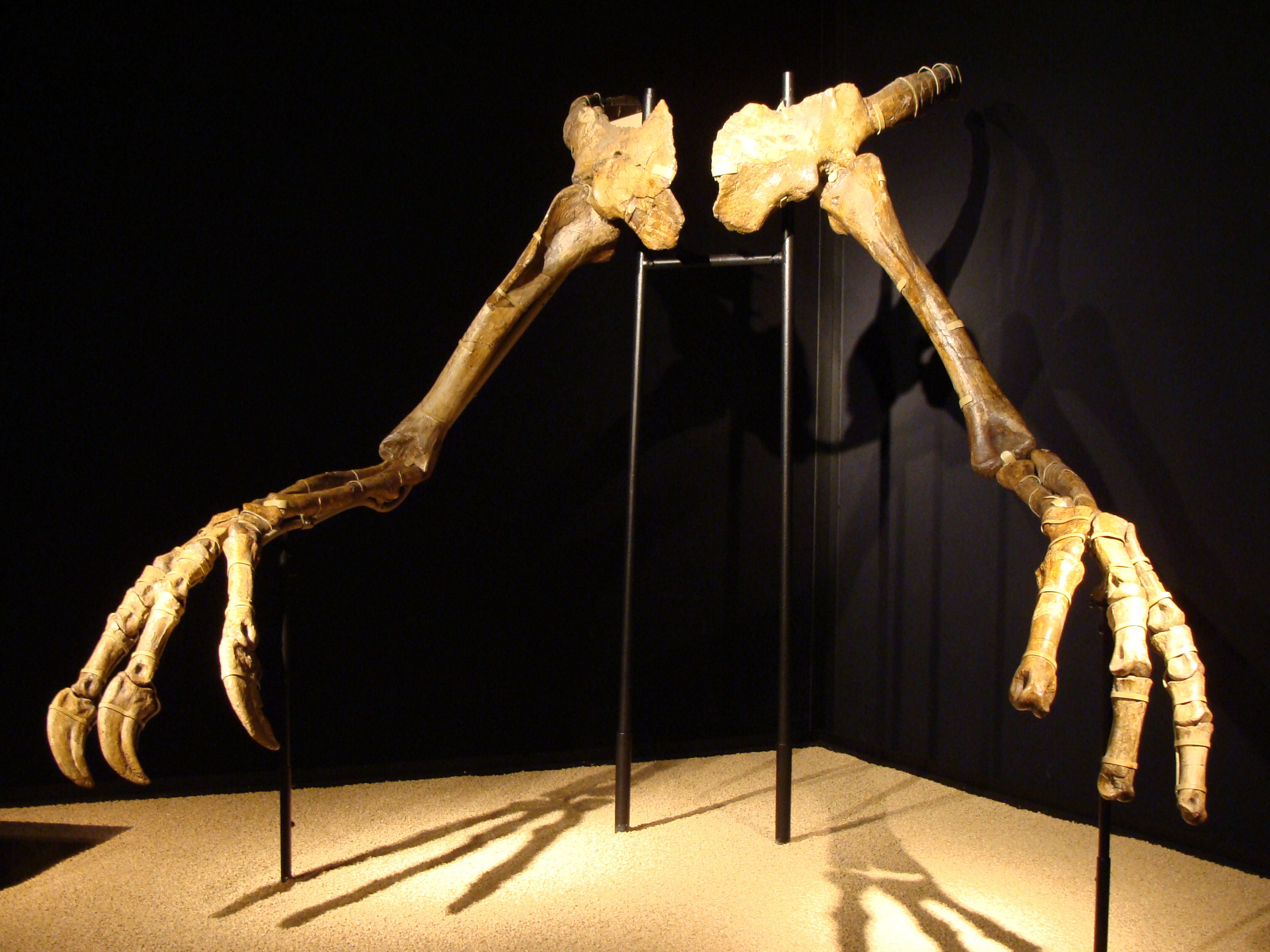
恐手龍的正模標本，其異常的體型導致牠們分類上的不確定性

1981年，巴思缽根據不尋常的特徵將似金翅鳥龍歸類到單獨的似金翅鳥龍科。但他指出這個分類群顯然是原始的。2005年，正模標本的重新敘述中提供了更多似金翅鳥龍的鑑定特徵。小林和巴思缽指出本屬同時擁有基礎型和進階型特徵，例如四趾的腳和無齒的頜部。他們的系統發生學分析將似鳥龍科列為似金翅鳥龍的姊妹群。2014年，李永南和同事敘述了長期處於神秘的恐手龍的新、幾乎完整的標本。遺骸顯示恐手龍確實是似鳥龍類（但有異常的差異），使得較早命名的恐手龍科成為有效的分類群，定義為和恐手龍有最近共同祖先，而離似鳥龍較遠的所有分類單元。李的團隊進行了一項全面性的系統發育分析，並發現恐手龍科有三個屬：北山龍、似金翅鳥龍和恐手龍。牠們之間的親緣關係主要表現在四肢的各種解剖特徵，而後兩者因為保存了頭骨和身體骨骼而使關係密切。支序圖的結果表示似鳥龍類在白堊紀早期分化出兩個主要支系：恐手龍科和似鳥龍科。與跑得快的似鳥龍科不同，恐手龍科並非為奔跑而適應，當恐手龍與其他似鳥龍科比較解剖特徵時，可用這個類群有明顯的巨大體型來解釋。更近期的2019年，哈特曼和同事敘述近鳥類新物種西鳥龍屬時針對虛骨龍類作了廣泛的系統發育分析，就似鳥龍類而言，似金翅鳥龍科被重建為包含似金翅鳥龍和近緣物種。似金翅鳥龍與北山龍在相對進階的位置互成姊妹群。這個分析認為恐手龍和似金翅鳥龍的關聯性是不太可能的，因為前者被分類至似鳥龍類的最基礎位置。
左邊演化樹為李和同事（2014）；右邊則為哈特曼和同事（2019）：
|  | 北山龍 Beishanlong                                                             |
|  |                                                                                |
|  | \| \| 似金翅鳥龍 Garudimimus \| \| \| \| \| \| 恐手龍 Deinocheirus \| \| \| \| |
|  |                                                                                |
|  | 似金翅鳥龍 Garudimimus                                                         |
|  |                                                                                |
|  | 恐手龍 Deinocheirus                                                            |
|  |                                                                                |

|  | 似金翅鳥龍 Garudimimus |
|  |                        |
|  | 恐手龍 Deinocheirus    |
|  |                        |

|  | 北山龍 Beishanlong                                                             |
|  |                                                                                |
|  | \| \| 似金翅鳥龍 Garudimimus \| \| \| \| \| \| 恐手龍 Deinocheirus \| \| \| \| |
|  |                                                                                |
|  | 似金翅鳥龍 Garudimimus                                                         |
|  |                                                                                |
|  | 恐手龍 Deinocheirus                                                            |
|  |                                                                                |

|  | 似金翅鳥龍 Garudimimus |
|  |                        |
|  | 恐手龍 Deinocheirus    |
|  |                        |

|  | 似鶴龍 "Grusimimus" GIN 960910KD                                              |
|  |                                                                               |
|  | \| \| 北山龍 Beishanlong \| \| \| \| \| \| 似金翅鳥龍 Garudimimus \| \| \| \| |
|  |                                                                               |
|  | 北山龍 Beishanlong                                                            |
|  |                                                                               |
|  | 似金翅鳥龍 Garudimimus                                                        |
|  |                                                                               |

|  | 北山龍 Beishanlong     |
|  |                        |
|  | 似金翅鳥龍 Garudimimus |
|  |                        |

|  | 似鶴龍 "Grusimimus" GIN 960910KD                                              |
|  |                                                                               |
|  | \| \| 北山龍 Beishanlong \| \| \| \| \| \| 似金翅鳥龍 Garudimimus \| \| \| \| |
|  |                                                                               |
|  | 北山龍 Beishanlong                                                            |
|  |                                                                               |
|  | 似金翅鳥龍 Garudimimus                                                        |
|  |                                                                               |

|  | 北山龍 Beishanlong     |
|  |                        |
|  | 似金翅鳥龍 Garudimimus |
|  |                        |

|  | 似鶴龍 "Grusimimus" GIN 960910KD                                              |
|  |                                                                               |
|  | \| \| 北山龍 Beishanlong \| \| \| \| \| \| 似金翅鳥龍 Garudimimus \| \| \| \| |
|  |                                                                               |
|  | 北山龍 Beishanlong                                                            |
|  |                                                                               |
|  | 似金翅鳥龍 Garudimimus                                                        |
|  |                                                                               |

|  | 北山龍 Beishanlong     |
|  |                        |
|  | 似金翅鳥龍 Garudimimus |
|  |                        |

|  | 似鶴龍 "Grusimimus" GIN 960910KD                                              |
|  |                                                                               |
|  | \| \| 北山龍 Beishanlong \| \| \| \| \| \| 似金翅鳥龍 Garudimimus \| \| \| \| |
|  |                                                                               |
|  | 北山龍 Beishanlong                                                            |
|  |                                                                               |
|  | 似金翅鳥龍 Garudimimus                                                        |
|  |                                                                               |

|  | 北山龍 Beishanlong     |
|  |                        |
|  | 似金翅鳥龍 Garudimimus |
|  |                        |

|  | 似鶴龍 "Grusimimus" GIN 960910KD                                              |
|  |                                                                               |
|  | \| \| 北山龍 Beishanlong \| \| \| \| \| \| 似金翅鳥龍 Garudimimus \| \| \| \| |
|  |                                                                               |
|  | 北山龍 Beishanlong                                                            |
|  |                                                                               |
|  | 似金翅鳥龍 Garudimimus                                                        |
|  |                                                                               |

|  | 北山龍 Beishanlong     |
|  |                        |
|  | 似金翅鳥龍 Garudimimus |
|  |                        |

|  | 似鶴龍 "Grusimimus" GIN 960910KD                                              |
|  |                                                                               |
|  | \| \| 北山龍 Beishanlong \| \| \| \| \| \| 似金翅鳥龍 Garudimimus \| \| \| \| |
|  |                                                                               |
|  | 北山龍 Beishanlong                                                            |
|  |                                                                               |
|  | 似金翅鳥龍 Garudimimus                                                        |
|  |                                                                               |

|  | 北山龍 Beishanlong     |
|  |                        |
|  | 似金翅鳥龍 Garudimimus |
|  |                        |

|  | 似鶴龍 "Grusimimus" GIN 960910KD                                              |
|  |                                                                               |
|  | \| \| 北山龍 Beishanlong \| \| \| \| \| \| 似金翅鳥龍 Garudimimus \| \| \| \| |
|  |                                                                               |
|  | 北山龍 Beishanlong                                                            |
|  |                                                                               |
|  | 似金翅鳥龍 Garudimimus                                                        |
|  |                                                                               |

|  | 北山龍 Beishanlong     |
|  |                        |
|  | 似金翅鳥龍 Garudimimus |
|  |                        |

|  | 似鶴龍 "Grusimimus" GIN 960910KD                                              |
|  |                                                                               |
|  | \| \| 北山龍 Beishanlong \| \| \| \| \| \| 似金翅鳥龍 Garudimimus \| \| \| \| |
|  |                                                                               |
|  | 北山龍 Beishanlong                                                            |
|  |                                                                               |
|  | 似金翅鳥龍 Garudimimus                                                        |
|  |                                                                               |

|  | 北山龍 Beishanlong     |
|  |                        |
|  | 似金翅鳥龍 Garudimimus |
|  |                        |

2020年，塞拉諾-布拉尼亞斯的團隊命名並敘述了來自普韋布洛山組的恐手龍科新物種怪誕龍，這是本科第一個在亞洲以外發現的物種，可能代表著恐手龍科起源於勞亞大陸、或者牠們通過北半球極區擴散開來；這種類似的地區物種交換事件也可在其他坎潘階至馬斯垂克階時期具有亞洲特性的物種上發現。研究人員認為似鳥身女妖龍是種相對原始的恐手龍科，但北山龍被置於此類群之外。加入怪誕龍後，似金翅鳥龍和恐手龍再次被重建為多分支中的近緣物種。

## 古生物學

### 活躍時間

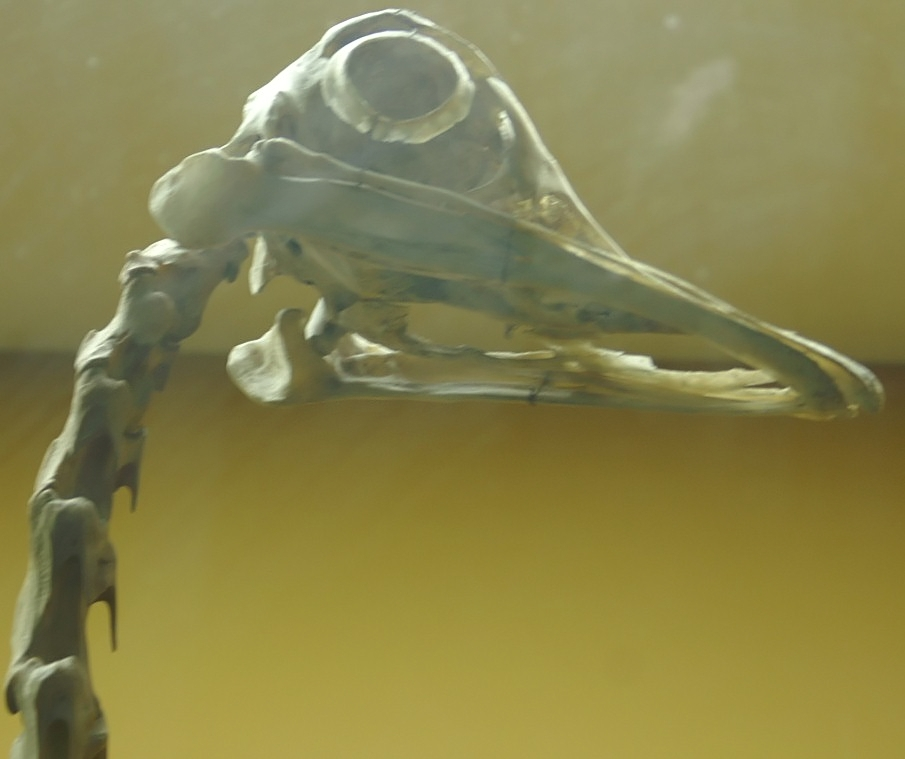
鴕鳥的頭骨，以巨大的鞏膜環為特色。施密茨和藻谷使用這種骨骼結構來推測已滅絕的恐龍和翼龍類物種的日常生活模式

似金翅鳥龍的肢骨比例、腳板指爪形態、骨盆擴張顯示牠不像其他擅於奔跑的似鳥龍科（牠們的特徵包括強壯的大腿和很直的趾爪）。2011年，拉爾斯·施密茨（Lars Schmitz）和藻谷亮介測量恐龍與翼龍類化石標本的鞏膜環和眼窩尺寸，同時也有現生物種的。他們指出，晝行性動物擁有較小的鞏膜環，而夜行性動物的鞏膜環通常較大。晝夜不定時性動物（白天黑夜不定時活動）的鞏膜環尺寸介於兩者之間。施密茨和藻谷將生態學和系統發生學因素分別開來，並透過檢驗164種現生物種，他們注意到測量眼睛對於判斷四足類是晝行性、夜行性或不定時性時準確度非常高。得出的結果顯示似金翅鳥龍為晝夜不定時性植食動物，而其他掠食性獸腳類主要是夜行性。大型植食性動物被認為最有可能是晝夜不定時性，是由於覓食和體溫調節等因素消耗較多時間所致。鳥類和翼龍類大多是晝行性，但也有一些例外是夜行性。他們得出結論，生態棲位是趨使晝夜行性發展的主因。
但就在同年這個理論受到Hall和同事的質疑，他們對施密茨和藻谷採用的方法提出批評，認為這建立在晝、夜、不定時行動物之間需有非常相似的鞏膜環結構的前提下。另外像角膜這類軟組織對於判斷有多少光能進入眼睛是不可或缺的依據，但很顯然地化石標本根本無法找到這類痕跡。施密茨和藻谷針對此評論作出回應，說明他們的研究和方法論已經確定是依照現有物種來妥善分類已滅絕恐龍的行為。他們認為鞏膜環的外邊界是重建視覺功能的可靠參考。

### 感官
2019年，葛拉罕·M·休吉斯（Graham M. Hughes）和約翰·費納雷利（John A. Finarelli）分析現代鳥類與各種有保存頭骨的已滅絕恐龍物種的嗅球比率，來推測有多少基因參與了嗅覺強度。他們的分析發現多數似鳥龍類有相對弱的嗅覺感官；似金翅鳥龍只有約417個嗅覺受體的基因編碼，以及嗅球比率為28.8，代表嗅覺發育不良。鑑於這些數值在體型較大的恐龍物種（如暴龍科）中較為顯著，休吉斯和費納雷利指出，當恐龍支系演化成大型時，嗅球的體積亦隨之增加，這可能表示嗅覺在非鳥類恐龍中是佔據主導地位的感官類型。

### 食性

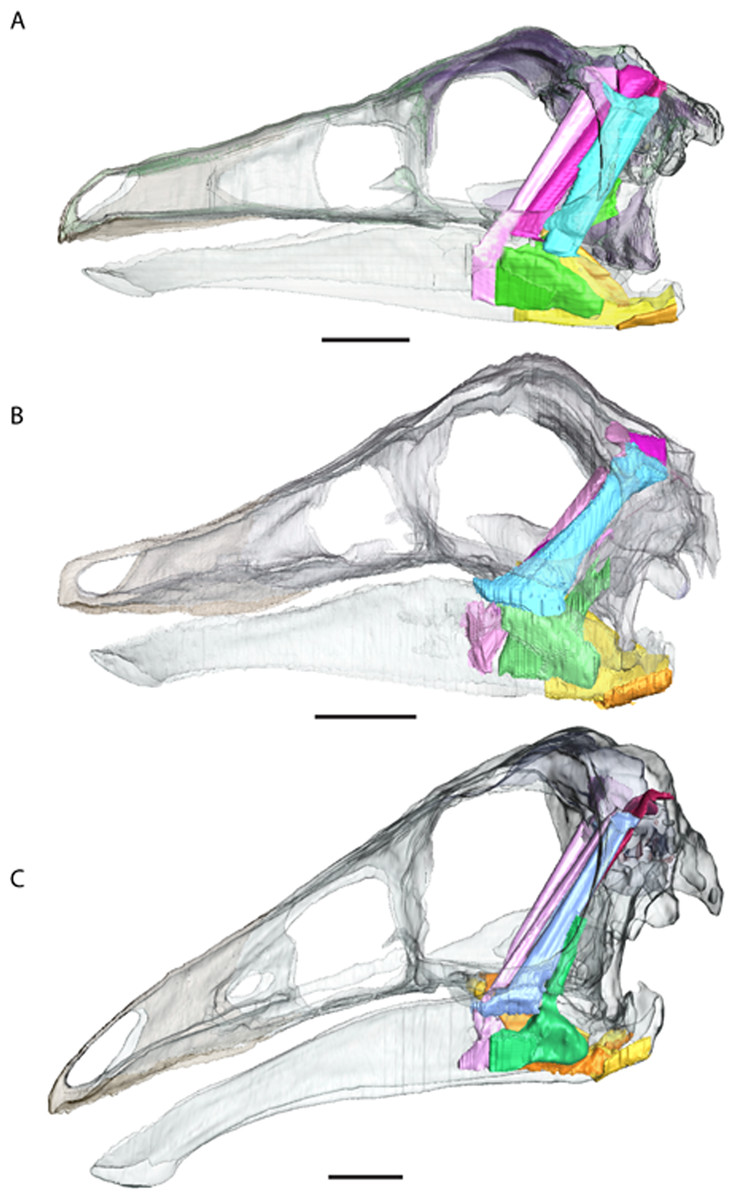
似金翅鳥龍（上）、似鴕龍（中）、似鳥龍（下）的頜部肌肉重建

2005年小林和巴思缽表示，下頜齒列的缺乏及其彎曲的形狀，代表似金翅鳥龍與其他原始似鳥龍類相比，食性比較接近似鳥龍科。如同似鳥龍科，似金翅鳥龍上下頜前部覆蓋著嘴喙，可能用來拔下食物；頜部中部的利緣幫助切割食物。似金翅鳥龍和同類因為牠們獨特的解剖構造（包括喙），而普遍被認為是植食性、或至少是雜食性。
2015年，安德魯·庫夫（Andrew R. Cuff）和艾蜜莉·雷菲德（Emily J. Rayfield）對似金翅鳥龍、似鳥龍、似鴕龍的扭曲埋藏標本進行了CT掃描，以將變形的化石還原至動物生前的原始狀態。標本的完整性及掃瞄使能夠重建出下頜肌肉組織（運動傳導的內收肌），並貼上到頭骨圖像的對應位置。此外根據大型平胸鳥類（鴕鳥等）將嘴喙延伸範圍重建成大型和小型兩種形式。在研究的三個物種中，似金翅鳥龍的咬合力減少最多：喙尖端19N、喙中部23.9N。但似金翅鳥龍具有最特化的肌肉力學優勢和施力臂（用來衡量肌肉在系統配置中對特定運動作出貢獻之效率）。根據這點發現似金翅鳥龍和另外兩種似鳥龍科之間最明顯的肌肉差異在於後兩者大部分肌肉具力學優勢；可能是因為似金翅鳥龍頭骨較長所造成。庫夫和雷菲德指出，因為似金翅鳥龍的重建加入了似鴕龍下頜骨作參考，及考慮MPC-D 100/13標本是一隻雅成年個體，其推測出的咬合力精確度可能有限。他們暫時認同相對較差的咬合力，搭配嘴喙讓似鳥龍類以植物為主食，並受頸部肌肉足夠力量的加持來拔下植物。

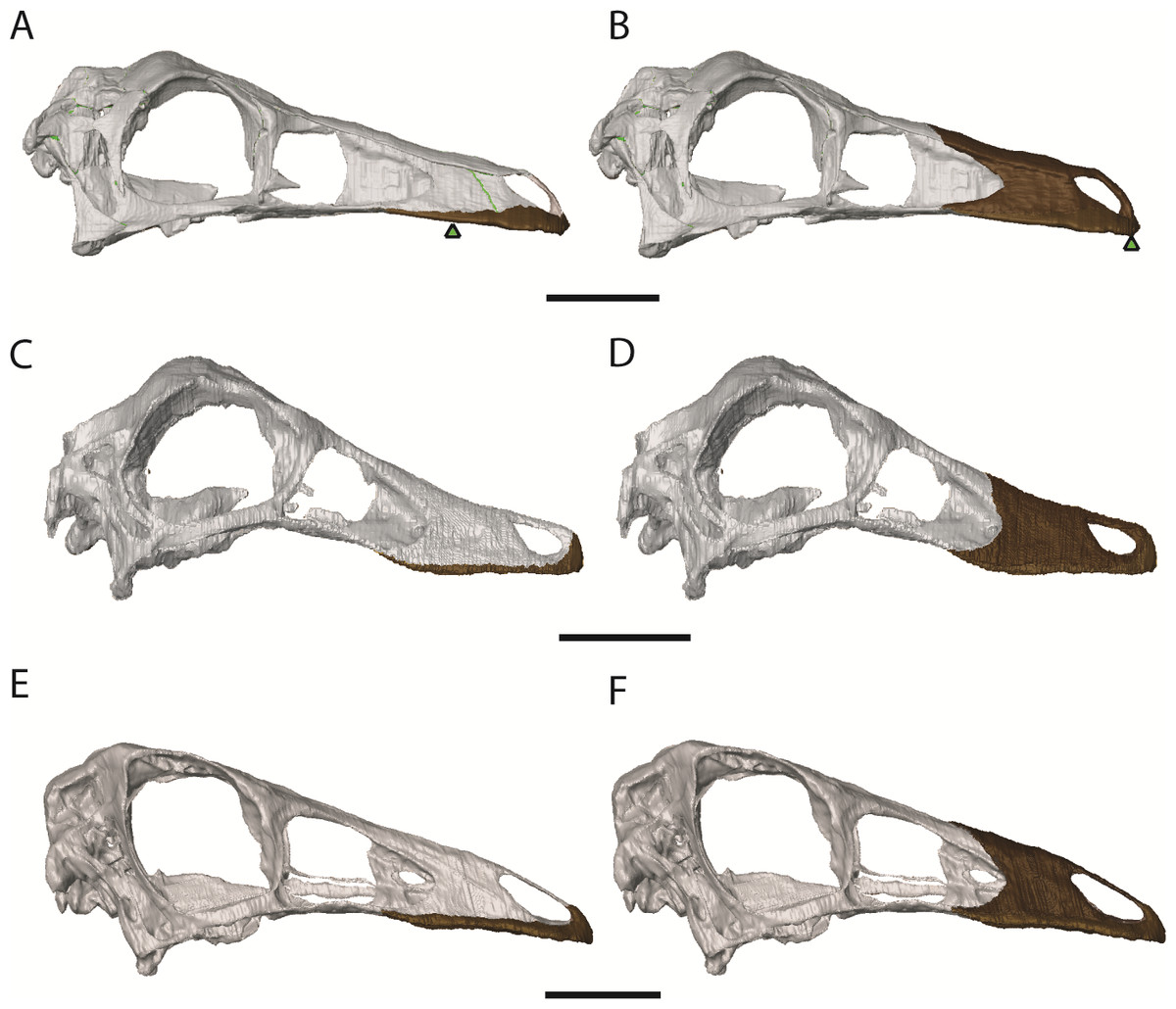
似金翅鳥龍（上）與較衍化的似鴕龍（中）、似鳥龍（下）的嘴喙重建比較

2019年，大衛·巴頓（David J. Button）和林賽·贊諾參考了160種恐龍的頭骨力學特徵，進行了大規模的系統發生學分析，來檢驗非鳥類恐龍中多次演化出植食性的現象。他們的結果發現，植食恐龍主要遵循兩種不同的覓食方式：一種是仰賴腸道處理，特徵為頭骨相對纖弱、咬合力較差；另一種是透過咀嚼，反映出較佳的咬合力與較強壯的下頜咀嚼肌。似金翅鳥龍與恐手龍、還有近頜龍科、梁龍科、似鳥龍科、鐮刀龍科、泰坦巨龍類被發現屬於第一種腸道類型，代表似金翅鳥龍確實咬合力較差、並仰賴胃部來處理食物。似鳥龍科和恐手龍科的體型巨大化是獨立發展出來的，大體型為植食動物提供的優勢包含對斷食的忍耐力和更大量的食物攝取量。於是這些習性顯示兩者屬於更偏向植食性的生活型態。然而巴頓和贊諾指出，植食性與體型變化並沒有顯著相關，似鳥龍科並未出現體重線性增加的趨勢。再者，針對大部分似鳥龍類看來，生態棲位的特化並沒有產生很好的效率，其中只有恐手龍發展出機會主義的雜食性生活型態。巴頓和贊諾得出結論：歷史上這些彼此不相關的植食恐龍的覓食策略是平行演化出來的。
同一年，阿里·納巴維札德（Ali Nabavizadeh）研究植食恐龍的頜部肌肉，發現有些物種主要以頜部縱向運動來進食，例如獸腳類、蜥腳形亞目、原始鳥臀目、還有某些劍龍類。納巴維札德指出似鳥龍類為縱向進食者，透過下頜抬起讓每側上下牙齒同時密切咬合。恐手龍和似金翅鳥龍具有獨特的肌肉附著點來開闔頜部肌肉，由下擴三角內收肌複合體構成，附著於前擴的上隅骨；並與開張的顴骨凸緣一同運作，能為內收肌提供更多空腔。因為吻部如此加長，兩者咬合力皆很差，同時降低了力學優勢，但若此兩塊肌肉前伸更多，則將增強顳肌的力量。

## 古生態學

巴彥思楞組的恐龍群比較圖（似金翅鳥龍為土黃色右四）

似金翅鳥龍的已知遺骸出土於貝辛察夫地點的晚白堊世巴彥思楞組。這個地層主要由黏土岩、砂岩及結核構成，並以泥岩和黃褐色中粒砂岩為特徵。鈣鹽、河流和湖泊沉積出現於數個地點，顯示這個地層是由曲流和其他沖積平原（由高地河流沉積物構成的平原）的大型水體在半乾旱氣候下所沖積而成。貝辛察夫本身被理解為沉積於河流作用環境下。使用方解石鈾鉛定年法測量巴彥思楞組的年代約介於9590萬±600萬至8960萬±400萬年前的森諾曼階至桑托階時期。
貝音詩（Baynshire）地區有數個鱗片狀地層，呈現出大型曲流，這些水體絕大部分可能於戈壁沙漠東部流出。這樣潮濕的環境有發現許多水生爬蟲類（如海龜、鱷魚）與介形綱證據支持。根據巴彥思楞組與二連組動物組成的相似性，研究人員推測兩地有強烈的關聯性。再者，二連組的年代為9580萬±620萬年前。

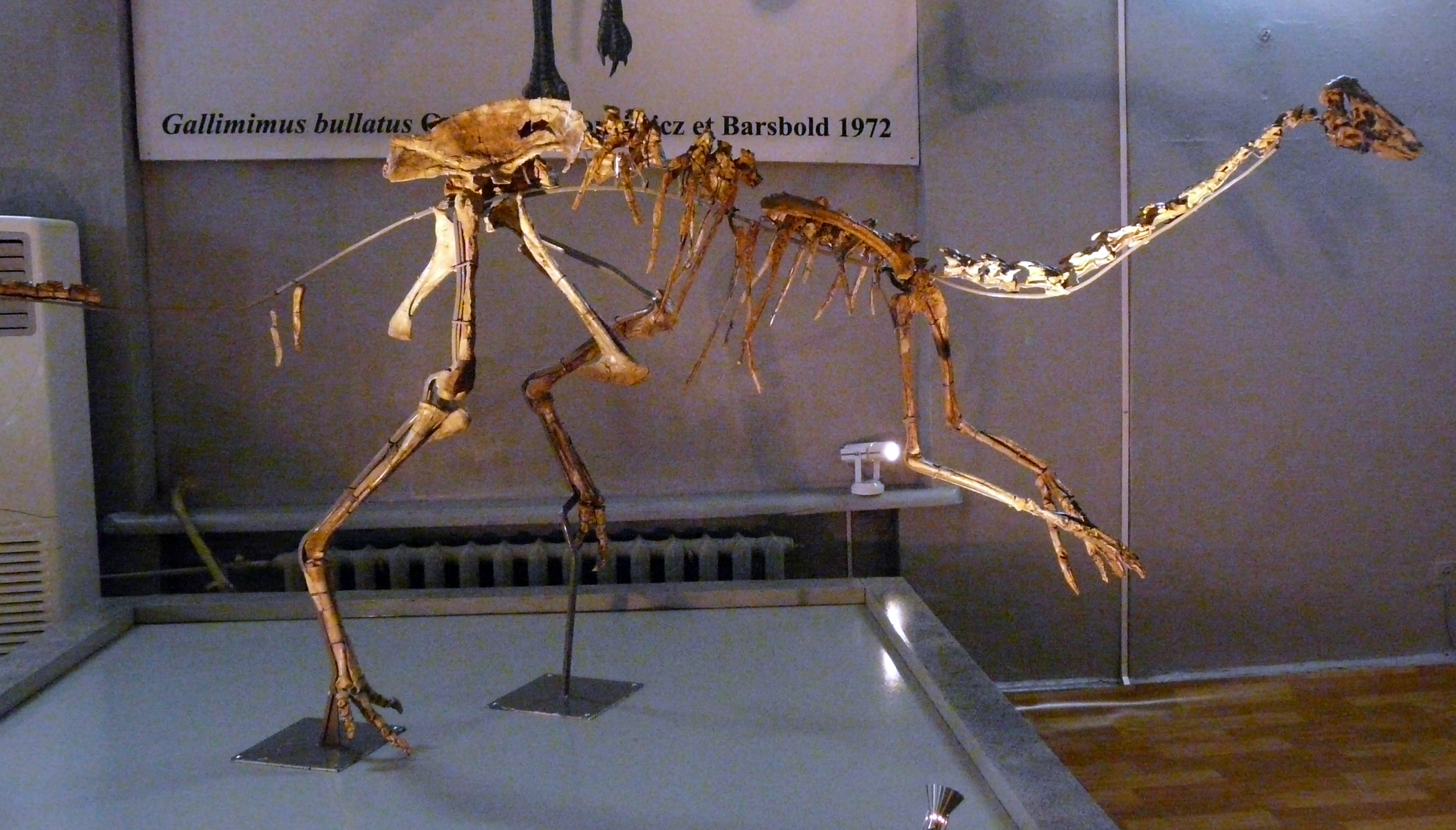
蒙古似雞龍（"Gallimimus mongoliensis"）骨架，為似金翅鳥龍的同域物種

似金翅鳥龍與數種恐龍共享棲地。包括：植食性鳥臀目戈壁鴨龍、雅角龍、籃尾龍。其他獸腳類以中型掠食者阿基里斯龍、鐮刀龍科的慢龍和死神龍為代表。長生天龍可能是當地最高大的恐龍。許多物種有棲位分化的情況，如死神龍與較大型的慢龍、刮植者籃尾龍和攝植者白山龍（當地另一種甲龍科）。就生物多樣性而言，鐮刀龍科發現最多標本（已敘述和一些未敘述的）而成為豐度最高的獸腳類。然而高度散亂的鴨嘴龍科遺骸（尤其在貝音詩）似乎也反映高豐富度；戈壁鴨龍已知來自至少三個不同地點。雖然似金翅鳥龍是巴彥思楞組目前唯一命名的似鳥龍類，貝辛察夫產出地區性豐富度的似鳥龍類。其中蒙古似雞龍是最完整的，但這個物種不屬於年代較年輕的似雞龍屬，而是完全獨立的新屬。

## 外部連結
- Phenome10k上的3D原況頭骨 （页面存档备份，存于）
- Phenome10k的3D重建頭骨 （页面存档备份，存于）
- Youtube上的正模標本骨架